# Турес
Турес (лат. Turres) је античко насеље које се налазило у пограничној зони између Тракије и Мезије, на простору данашњег Пирота. Према археолошком налазима почетак развоја насеља датује се у 2. век н. е.
Постојање римског утврђења на путу између данашњег Ниша (лат. Naissus) и Софије (лат. Serdica) потврђено је у античким итенерарима из 3. века (лат. Itinerarium Antonini Augusti) где је поменуто да се Турес налазио 43 миље, односно 46 миља удаљен од Наиса. Турес се помиње и на Појтингеровој табли, где је лоциран на 49 миља од Ниша.
Насеље је највероватније порушено током 5. века у најезди Хуна.
Претпоставља се да је насеље обновљено у доба Јустинијана, који је у периоду од 530. до 552. године у Ремезијанској области обновио тридесет утврђења, међу којима и Турес.

## Археолошки налази
Први налази на територији савременог града, југоисточно од Пиротске тврђаве, откривени су 1953. године. Тада су откривени делови каменог зида, који је имао је отвор засведен опеком. Дужине зида износила је 33,50 м, ширина 2,20 м, а максимална очувана висина била је 1,72 м. Зид се пружао у правцу североисток — југозапад. Недалеко одавде приликом изградње савремених објеката откривени су остаци зида.
Археолошко истраживање Пиротске тврђаве обављено је у периоду од 1970. до 1986. године. На простору Средњег града откривен су културни слојеви од праисторијског перида до савременог доба. У Горњем граду окривени су делови масивног лучног зида који на спољашњој страни има контрафор од опеке и који је највероватније део античке куле. Према покретним налазима извршено је датовање у период између 1. и 4. века.
Делови бедема са кулом и улазном капијом и ранохришћанска базилика откривени су 1989. године око 80 метера од Доњег града, на локалитету Петља. Потковичаста кула, која има димензије 7x 6 м, и бедеми ширине 1,60м и висине 3,50м, зидани су техником лат. opus mixtum. Према покретном материјалу закључено је да је утврђење постојало између 2. и 6. века.
Ранохришћанска базилика није у потпуности истражена.
Јужно од локалитета Петља налази се локалитет Старо вашариште, где су откривени остаци терми и виле.